# Jan Osúch
Jan Osúch (* 1983, Kutná Hora) je bývalý novinář, a český komunikační manažer.

## Profesní kariéra

### Média
Po absolvování Fakulty humanitních studií Univerzity Karlovy v roce 2005 začal působit jako redaktor online zpravodajství iHNed.cz a později Novinky.cz. V letech 2007 - 2010 byl reportérem České televize, kde se věnoval především domácím a politickým tématům.

### Mluvčí vlády ČR
V listopadu 2010 byl jmenován tiskovým mluvčím koaliční vlády Petra Nečase. Z funkce s odkazem na rodinou situaci odešel na jaře 2012.

### Cestovní ruch a mezinárodní komunikace
V letech 2012 - 2016 byl tiskovým mluvčím skupiny Fischer  a zároveň členem představenstva Asociace cestovních kanceláří ČR.
Později 2016 - 2020 působil jako ředitel Public Relations v mezinárodní komunikační společnosti Travel Advance, kde měl na starost komunikaci Dubajského vládního úřadu pro turismus v Česku, Polsku, Rumunsku a Maďarsku.
V letech 2017 - 2021 byl členem výkonného výboru českého PR klubu, který sdružuje na 400 profesionálů v oboru komunikace a Public relations.
Od ledna 2022 působí v Evropském parlamentu jako mediální poradce frakce Evropské lidové strany EPP Group.